# Александр Полигистор
Лу́ций Корне́лий Алекса́ндр, по прозвищу Полиги́стор (Полиистор, то есть энциклопедист; др.-греч. Ἀλέξανδρος; 100 г. до н. э. — 40 г. до н. э.), — греческий учёный, «универсальный человек».
Во время Митридатовых войн был захвачен римлянами и продан в рабство. Был куплен Луцием Корнелием Лентулом в качестве раба-педагога, впоследствии был отпущен на свободу и стал римским гражданином. Он был плодовитым писателем и снискал славу полигистора (от др.-греч. πολύς, polys — много, др.-греч. ἱστορία, historia — исследования).
Большинство его книг утрачено, но отдельные фрагменты, которые сохранились в цитатах и парафразах, являются ценным источником сведений о древнем Средиземноморье. В словаре Суда не приводится список его сочинений, утверждая, что он написал их «бесчисленное количество». Диоген Лаэртский обширно цитирует «Преемства» Александра Полигистора.
Евсевий Кесарийский в девятой книге «Евангельских приуготовлений» (Preparatio evangelica), цитирует сочинение Александра Полиистора «Об иудеях». Александр, в свою очередь, в этом произведении цитирует книгу Деметрия Хронографа «О царях, правивших в Иудее».
Одним из его учеников был Гай Юлий Гигин.